# Estación López
Estación López é uma localidade do Partido de Benito Juárez na Província de Buenos Aires, na Argentina. Sua população estimada em 2001 era de 163 habitantes.